# メタルギアソリッド ポータブル・オプス

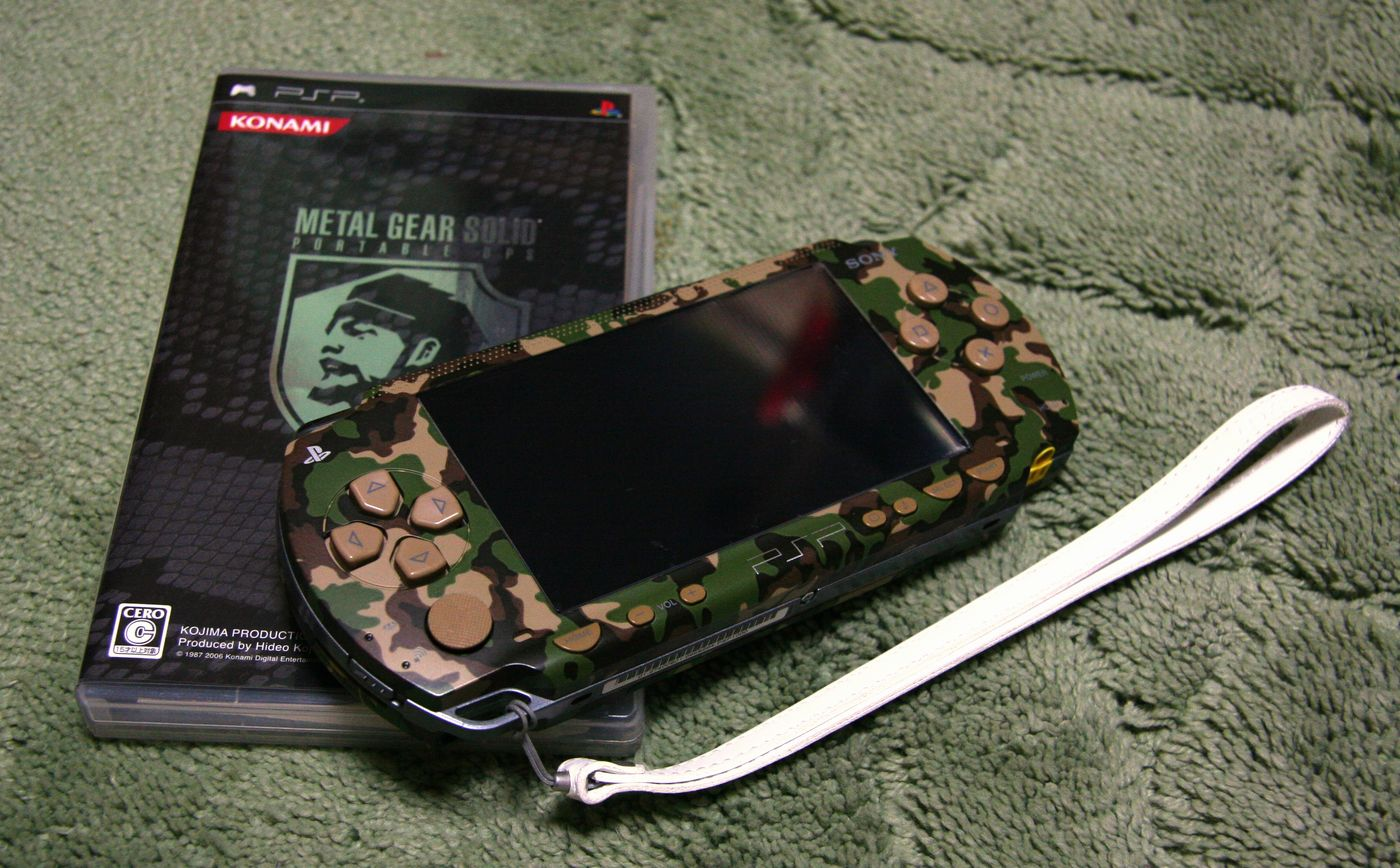
迷彩PSPとMPO

『メタルギアソリッド ポータブル・オプス』（METAL GEAR SOLID PORTABLE OPS、略称：MPO）は、小島プロダクションが制作し、コナミより発売されたPlayStation Portable（以下、PSP）用ゲームソフト。

## 概要
本作は、コナミより発売されているゲーム「メタルギアシリーズ」の一つで、タイトル中の“OPS”とは、"Operations"の略で「軍事行動」を意味する。
PSP向けに発売された『メタルギアアシッド』シリーズとは異なり、「メタルギアシリーズ」本編の時系列に連なる正統続編として制作された。時代設定は、シリーズ中最古のエピソードを描いた『メタルギアソリッド3』からメタルギアシリーズ第1作であるMSX版『メタルギア』の合間にあたるそれまで語られていなかった空白の期間で、主人公は『MGS3』と同じくネイキッド・スネーク（ビッグ・ボス）である。物語は「アウターヘブンにつながるミッシングリンク」とのことで、スネーク（ビッグ・ボス）が悪魔の兵器「メタルギア」と出会い、伝説の傭兵部隊「FOXHOUND」と戦士の楽園「OUTER HEAVEN」を作るようになったきっかけや、「ビッグ・ボスは、何故一度救った世界を危機に晒したのか? 」という理由の一端が描かれている。その為、ストーリー的には本作および『メタルギアソリッド ピースウォーカー』『メタルギアソリッドV』によって『MGS3』～『MG』の空白が埋められ、『MGS3』から『メタルギアソリッド2』までの時系列が一本の線で繋がることになる。
ゲームシステムも、従来のメタルギアシリーズの流れを汲む「戦略諜報アクションゲーム」となっているが、本作ではそれに加えて敵兵を拉致して味方にし、スネーク以外のキャラクターに交代してプレイヤーとして使用したり、サポート部隊を編成できる新システムが導入されている。これらは同じくビッグボスの時代を描いた『MGSPW』『MGSV』にもより発展させて受け継がれていく。また、他のゲームプレイヤーとのコミュニケーションを活発化させるために無線LAN機能を特徴的に使っており、当時新しく搭載されていたPSPの機能を最大限に生かしたソフトといえる。ゲーム内のイベント演出面においては、リアルタイムポリゴンデモは用いられず、『メタルギアソリッド バンドデシネ』のようにアシュレイ・ウッドによるコミック形式の絵でストーリーが展開されていく。
2007年9月20日、拡張ソフトウェアである『メタルギアソリッド ポータブル・オプス+』が発売された。本作のセーブデータを引き継いで遊ぶことも可能となっている。
なお、Wi-Fi通信を利用したオンラインサービスは2012年3月30日をもって終了している。

### シリーズの立ち位置
本作は小島秀夫がプロデュース・原案としての参加であって監督は務めていないため、正史シリーズ「メタルギア・サーガ」には含まれていない。当初は上述したように『MGS3』後のミッシングリンクを埋めるシリーズ作品に数えられ、
小島自身も「サーガを補間する非常に重要な物語」と語ったり、『メタルギアソリッド4』内においても本作の映像が引用されるなどしていたが、小島が自ら監督・脚本を手掛けた『MGSPW』の発売後はミッシングリンクの役割はそちらが担うようになり、本作は触れられなくなっていった。シリーズ20周年『メタルギア 20thアニバーサリー メタルギアソリッド コレクション』には本作も収録されていたが、『MGSPW』発売後に出た25周年記念『メタルギア ソリッド レガシーコレクション』には『MGSPW』と入れ替わる形で収録されなかった。『MGSPW』ではゲーム本編、および小説版の冒頭で本作の「サンヒエロニモ半島事件」が少しだけ触れられていたものの、以降のシリーズ年表にはサンヒエロニモ半島事件は掲載されず、本作もシリーズ一覧から外されていた。
一方、小島退社後の2023年に発売された『メタルギア ソリッド:マスターコレクション Vol.1』に付属しているデジタルマスターブックでは、本作は「正史につながる出来事を描いたスピンオフ作品」とされており、年表にもサンヒエロニモ半島事件が記載されている。

## ストーリー
サンヒエロニモ半島事件
コロンビア中部沿岸・サンヒエロニモ半島。軍事的な理由から世界地図に正確な地形が記されていない、別名「死者の半島」と呼ばれる地である。キューバ危機によって撤退した基地に代わりソ連の中距離ミサイル基地の建設が計画されていたこの土地は、東西の緊張緩和で基地の建設が放棄され、祖国に捨てられたソ連兵が存在していた。
スネークイーター作戦から6年後の1970年11月2日。中央情報局（CIA）のある特殊部隊が軍の最高機密である新型兵器を盗み、サンヒエロニモ半島に駐留していたソ連軍部隊の指揮系統を乗っ取ると、同地を占拠した。既にFOX部隊を除隊していたネイキッド・スネーク（ビッグ・ボス）はこのクーデターに巻き込まれ、拘置所で捕虜尋問官を名乗る男に「賢者の遺産」の在り処を問われる。
そこでスネークは同じく拘置所に捕まっていた若きグリーンベレー隊員・ロイ・キャンベルと出会い、共に脱出を図ることとなる。
スネークは、かつての上官であるゼロ少佐が国家反逆罪の容疑で拘束されている事、スネーク自身が反乱の首謀者であるという容疑がかかっている事、そしてクーデターを起こした組織の名が、かつて自らも所属していた特殊部隊・FOXであることを知る。
この嫌疑によって東側はもちろん、西側の陣営からも追われる身となったスネークは、仲間を集め、自らの潔白を証明するためFOXHOUND（FOXを狩るもの）を結成、FOX部隊の鎮圧へと乗り出す。

## ゲームシステム
PSPで以前に発売されていた、カードを用いた『メタルギアアシッド』シリーズとは違い、本作は『メタルギアソリッド』シリーズの流れを汲む戦略諜報アクションゲームとなっており、本作ならではの数々の新システムも導入されている。

### チームでの潜入任務
最大の特徴は、今までのシリーズでは基本的に主人公のみを操作していたのに対し、本作では捕えた敵を味方にし、それらと交代して潜入任務を遂行するというシステム。ストーリーモードではマップ上にいる敵兵をCQC（近接格闘）や麻酔弾を利用して捕まえ、トラックに運ぶ事で味方にすることができる。味方になった兵士はミッション間のブリーフィング時にチームに組み込むことが可能で、潜入チームは1チーム最大4人で編成する。操作キャラの交代は危険フェイズ以外であれば任意に行うことが可能（ボス戦では不可）で、未操作のキャラは自動的にダンボールを被って隠れて待機するようになっている。兵士や将校のみならず、医者や技術者などの非戦闘員も捕獲可能で、仲間にすれば同様に出撃可能。
仲間にはLIFE（体力、 ゼロになると死亡。メディカルキットで回復）、STMN（スタミナ、 ゼロになると気絶。レーションで回復）、SNS（センス、 敵の位置を把握する能力）、スキル（銃器の使い方、兵器開発技術、医療レベルなどの能力）が設定されており、キャラクターによって千差万別（捕獲時に持っているアイテムである程度判別可能）。また、同じ服装の敵兵に気づかれにくくなる。例えば病院では白衣を着たタイプのキャラクターは同じ白衣を着た敵兵に気づかれにくいため、場所に応じて潜入チームを組むと敵兵に発見されずに有利に作戦を進めることができる。モーションは全員スネークの流用。
また、実際に操作する潜入チームの他にも情報を集める諜報チーム、新しいアイテムを開発する技術チーム、メンバーの体力回復の促進及び医薬品の開発を行う医療チームを編成することが可能で、それによって様々な恩恵を得られるシミュレーションゲーム的な要素も入っている。
仲間兵士の収集方法は、ストーリーモード、対戦モード、WiFiトレード（すれ違いトレード、アドホックトレードの2種類）、APスキャン、パスワード、GPSスキャンと大きく6つの種類がある。
通常の兵士やスタッフ以外にも、ストーリーに関係したり過去作で登場したキャラクターも条件を満たせば「ユニークキャラクター」として仲間になる。特定のサブミッションをこなすことで即加入する者もいれば、特殊条件を満たすと二周目以降に使用可能になる者もいる。後者の場合はストーリーの整合性を無視して、いるはずのない人物や仲間になるはずのない敵も加入可能。

### サブミッション
プレイヤーはマップ上から情報を得るために偵察部隊（諜報チーム）をマップごとに送ることができる。そして、彼らから送られてくる報告によってサブミッションができるようになる。このゲームには何十ものサブミッションがあり、それらを達成することでRPG-7やモシン・ナガンのような珍しい武器やユニークキャラクターも手に入る。

### サラウンドインジケーター
敵の位置を表示するレーダーが新たなタイプになり登場。『MGS3』は特定のアイテムを装備しなくてはならなかったが、本作では『MGS』『MGS2』のような常に表示されるタイプである。しかし、敵の位置を点で表示するソリトンレーダー（『MGS』『MGS2』に登場）と違い、どの方向で物音がしたか視覚化して表示する「サラウンドインジケーター」となっている。ソリトンレーダーとは違い、敵に発見されても表示される（ソリトンレーダーは敵に発見されると使えない）。

### 無線LAN機能
PSPのWi-Fi機能を使用した要素として、オンライン対戦、すれ違い通信による兵士のトレード、付近にあるアクセスポイントに接続することによって兵士をゲットできる「APスキャン」などがある。

#### 通信対戦
最大2人から6人までの対戦が可能である。もちろん、シングルでプレイして獲得した武器や、味方の使用も可能である。

#### APスキャン
無線LANのアクセスポイントをサーチし、アクセスすることで兵士を入手できる。入手できる兵士はアクセスポイント毎に違い、スポットによって特殊な兵士が入手できる場合もある。

#### WiFiトレード
アドホックを利用して、ブリーフィング時に兵士のステータス画面からお互いに集めた兵士をトレードすることもできる。また「すれ違いトレード（TRADE SLEEP MODE）」では、あらかじめトレードに出したい兵士を選んでスリープモードにしておくと、同様にすれ違いトレードにした他プレイヤーが接近した際に自動的に通信が行われてお互いに兵士を交換する。兵士によってある程度のランクが設定されているため、ランクの違いすぎる兵士は交換されない。

### GPSスキャン
別売りのGPSレシーバーを接続することで、兵士を取得できるポイントが表示され、実際にそこに移動することで兵士を取得できる。

## 登場人物

### FOXHOUND
スネーク（ビッグ・ボス）声 - 大塚明夫
本作の主人公である元FOX隊員。かつてスネークイーター作戦で世界を全面核戦争の危機から救い、BIGBOSSの称号を授与された凄腕の元工作員。
スネークイーター作戦後は部隊を除隊したが、ジーンら反乱を起こしたFOXの陰謀によって拘束され、カニンガムより賢者の遺産の在処を尋問される。単独潜入の専門家であったが本作において自らの部隊を持ち、指揮官としての才能を開花させる。本編ではその後、FOXの反乱を鎮圧した功績を讃えられ、ゼロ少佐の意志を継いでFOXHOUNDを創設した（エンディング時点ではFOXHOUNDの部隊章を付けているが、この時点で創立されていたのかは不明）。
前作では主に無線での会話にて、毒のある生き物の味さえも聞くなど変人ぶりを見せていたが、今作では無線の会話自体が少ない関係もあり、そのような姿はほとんど見せない。
ロイ・キャンベル声 - 古川登志夫
後にFOXHOUND総司令官となり、その優れた手腕でメタルギアソリッドシリーズの主人公の一人であるソリッド・スネークを支援していく特殊部隊指揮官。本作では指揮官になる前、特殊部隊員として前線で戦っていた若き日の姿が描かれる。
グリーンベレー隊員の一人としてサンヒエロニモ半島に派遣されたが、FOXによって部隊はキャンベルを除いて壊滅、自身も捕虜となった。その収容所でビッグ・ボスと出会い、ともに脱出を図ることとなるが、足を負傷したため戦闘には参加せずトラックを運転したり、スネークを無線でサポートしたりする。スネーク不在と言う事態に陥っても冷静に指揮をして、実際に救出に成功させるなど、後年に見せた指揮能力の片鱗を見せている。この頃から女好きな一面があり、女性を口説くために学んだ心理学（キャンベルに何回か無線連絡すると聞ける）を活かして捕まえた敵兵の説得も担当する。

### FOX
ジーン声 - 若本規夫
FOX隊員。「ジーン（Gene）」とは「遺伝子」を意味する。
ビッグ・ボス除隊後のFOXの中心人物で実戦部隊リーダーだったが、CIAから核兵器を盗み出してサンヒエロニモ半島を占拠し、ICBMをソ連へ発射すると脅迫する。コードネームは「ヴァイパー（毒蛇）」。強化版CQCである「CQCエンハンサー」を使う。
その正体は最高の司令官を作り出すための「相続者計画」により産み出された兵士であり、ザ・ボスをモデルとしている。その為、彼女に直接指導を受けていたスネークとはある意味での兄弟にあたると本人は語っている。またヴォルギン大佐の凶行とザ・ボスの抹殺が、何者かにより仕組まれていたものだと語るが真相は不明。ヌルを一撃で倒すほどのESP能力者であり、兵士の心に直接語りかける圧倒的な演説力を有していた。
「戦場にこそ兵士の充足があり、世界を混乱に巻き込むことによって兵士の生きられる戦場が生まれる」として、形骸化していた「賢者達」への反乱の意味も込め、サンヒエロニモ半島に兵士達の楽園ともいうべき傭兵国家「アーミーズ・ヘブン」を創設することを目論んでおり、密かにそれに必要な装備や人材・資金を集めていた。最終的に弾道メタルギアの発射システムを作動させた後、自己の存在意義を懸けてスネークに戦いを挑むが敗北し、息絶える直前に先述した「アーミーズ・ヘブン」創設用のデータを収めたファイルを譲り渡した。
特定の条件を満たせば次周よりプレイヤーキャラとして使用可能。専用武器「ボウイナイフ」を持っている。
カニンガム声 - 郷里大輔
FOX隊員。コードネームは「ボア（王蛇）」。戦闘による負傷で第一線から引退し、現在は義足である。FOXの捕虜尋問官であり、スネークから残り半分の賢者の遺産のありかを尋問する。
FOXの母体であるCIAに恨み（彼が片足を失うことになったのはCIAのFOXへの処遇の悪さが原因）があり、現在では裏でCIAと予算の奪い合いをしている国防省と繋がり、CIAに泥を塗り国防省の権限を高めるための任務を与えられていた。目的達成後はスネークに自身が知っている情報を教え、スネークを英雄として迎えるために仲間を捨ててヘリで基地から脱出するよう促し、弾頭をソ連製核弾頭に変更したデイビークロケットで基地を消滅させるつもりだったが、スネークがそのやり方に反発したため戦闘に発展する。敗北後、デイビークロケットを使用しスネークを道連れにしようとしたが、直前に機体共々爆散した。特定の条件を満たせば次周よりプレイヤーキャラとして使用可能。専用武器「レーザー」を持っている。
パイソン声 - 屋良有作
FOX隊員でスネークのかつての戦友。
北ベトナムでの秘密工作作戦時に死亡したと思われていたが、CIAによってスネークを倒すためのアンチスネーク兵士として密かに生かされていた。しかし、後遺症は残っており、体温調節機能に異常が生じているため、液体窒素を満たした特殊な冷却スーツを身に着けている。そのため常に冷気に包まれており、頭に無数の針が刺さっている。
ライフキルかスタミナキルかで直後のデモは変化し、ライフキルの場合は爆死するが、スタミナキルの場合はスネークに助命される展開になり、以降はプレイヤーキャラとして使用可能になる。しかしその後のストーリー自体は変化せず、設定上生存したのか死亡したのかは不明。
特定の条件を満たせばプレイヤーキャラとして使用可能。専用武器「液体窒素グレネード」を持っている。
ヌル声 - 福山潤
FOX隊員で「絶対兵士」と呼ばれる青年兵士であり、後のグレイ・フォックス。ヌルはラテン語で「無」、ドイツ語では「ゼロ」を意味している。
確実に任務を遂行する最強兵士として育てられ、普段は五感を遮断する棺桶状の水槽に入れられている。絶対兵士を生み出すプロジェクトの中では、彼が唯一の成功例である。卓越した身体能力を持ち、マチェット（鉈）を使った戦いを得意とする。任務を終える度に記憶と感情をリセットされていたらしいが、完全には消去できていなかった模様。ジーンの命令でスネークと交戦した際、自分が相対しても唯一死ななかったスネークに執着するようになり、リセットされるはずの感情と記憶を保ったまま、脱走して味方の兵士を斬り殺すほどに暴走を始める。
数年前、モザンビークの反政府ゲリラに少年兵として参加した経験があり、ナイフ1本で何人もの政府軍兵士を殺していた。無垢な少年のようなフランクさで敵の懐に入り込み、冷徹なハンターのように敵を仕留める様から「フランク・イェーガー(Frank Jeager)」と呼ばれていた（イェーガーはハンターの意味）。そんな折に戦場でスネークと遭遇しており、彼に返り討ちに遭う形で保護されて更生施設に入っていたが、やがて「賢者達」の実験材料にされた。
スネークとは2度に渡り争う。1度目は足止めして彼を拘束させるも、2度目は自身の過去を知るスネークの言葉で半狂乱になり、スネークを殺して「ヌル（無）」に戻るべく襲い掛かってくる。敗北後、記憶とアイデンティティを完全に取り戻し、再び「ヌル（無）」から救ってくれたスネークに感謝しながら保護される。事件後は帰国して入院した。
一度ゲームをクリアすればプレイヤーキャラとして使用可能。専用武器「マチェット（山鉈）」を持っている（ボス戦ではこちらの銃弾を弾いてくるが、プレイヤーキャラで使用したときには銃弾を弾くことはできない）。
ウルスラ声 - 後藤沙緒里
静かにジーンに付き従い、強力なESP能力を持つFOXの「少女隊員」。医療チーフのエルザとは双子の姉妹。類稀な素質に加え、特殊な訓練によって共産圏でもトップクラスの能力を得た。しかしその代償により、会話を交わすことすらままならないほど感情を失っている。4年前に共産圏のESPを奪取するという任務を受けたジーンによって連れ出され、FOXに加入した。エルザとは正反対に、「スネークが新たなメタルギアを生み出す予知夢」を見たという。
実はエルザとは同一人物であり、別人格。人工的に超能力を開発する過程で人格が二つに分かれている。メタルギア格納庫でジーンによって覚醒させられ、メタルギアRAXAに乗り込み、スネークと戦う。スネークにメタルギアRAXAを撃破され、消息不明となるがクライマックスで再び姿を見せる。特定の条件を満たせば次周よりプレイヤーキャラとして使用可能だが、既にエルザがいる場合は登場しない。
エルザとの違いは、髪の色、目つき、口調、ステータスと初期装備。
エルザ声 - 後藤沙緒里
FOXの医療チーフでウルスラの双子の妹とされる少女。東ドイツにてESPの素質を持つ子供を集めて研究する施設で育ち、4年前にジーンによって連れ出された。ウラル核惨事で被曝しており、核に対して強い嫌悪を示す。ESP能力は事故の影響で身に付けたものだが、本人によるとその力はとても低いという。人間の体に触れている場合に、心の中でお互いに会話が出来る。キャンベル曰く「あと5年待てばいい女になりそう」。
施設から救い出してくれたジーンには感謝しているが、核に対する反発と、「スネークがメタルギアを破壊する予知夢」を見たことからスネークに協力。スネークとその仲間がカニンガムに追い詰められた際にトラックで突っ込み、彼らを救出してそのまま仲間になる。しかしメタルギア格納庫に侵入した際、ジーンによってウルスラを発現させられ、スネークと戦う羽目になる。
RAXA共々爆死したと思われたが生存しており、自身を死んだと思い込み精神のガードが甘くなったジーンの思考を読んで、彼が本気で核を使用しようとしていることを知り、クライマックスで再び現れる。制御装置を爆破して寸前で核発射を阻止するも、肉体自体は生身の女性の為ジーンの速度についていけずナイフを刺される。その際に自分とウルスラが見ていた矛盾する夢が同一のものであったと悟り、「スネークの息子が世界を滅ぼし、世界を救う」という予知を伝えた後、息を引き取った（この際はエルザとウルスラ2つの人格が表に出ている様に見える）。特定の条件を満たせば次周よりプレイヤーキャラとして使用可能だが、既にウルスラがいる場合は登場しない。

### アメリカ
ゼロ少佐声 - 銀河万丈
本名はデイビット・オウ。特殊部隊「FOX」の創設者で部隊指揮官。元SAS所属で、当時のザ・ボスの同期でもある。バーチャスミッションおよびスネークイーター作戦では作戦全体の指揮官を務めた。
本作における黒幕。ジーンらFOX部隊に反乱を起こされ、国家反逆罪の容疑で米軍に拘束されるが、実は裏でオセロットと共謀しており、賢者の遺産を手に入れるため暗躍していた。本編では、『バンドデシネ』とデータ連動させた場合のみプレイヤーキャラとして使用可能。オセロット以外で彼の存在に気付いていたのはジーンのみである。
パラメディック声 - 桑島法子
バーチャスミッション及びスネークイーター作戦の際にビッグ・ボスの医療サポートを務めた人物。
1970年にはワシントン州シアトルに米国初のパラメディック制度を導入し、自らもパラメディック部隊の設立に成功。一か八かFOX時代の回線を使ったスネークと無線が繋がり、FOXの現状を伝えた。キャンベルがマラリアで倒れた際にも対処法を教える。特定の条件を満たせば直々にパラメディック部隊として降下して仲間になり、プレイヤーキャラとして使用可能になり、無線相手のリストにも名前が載る。無線で話が聞けるが、映画オタクは相変わらず。スネークイーター作戦以来、野生動物の調理法を勉強したようであり、今回は十分な食料があると聞いた時はがっかりした所がうかがえる。
シギント声 - 藤原啓治
元FOX隊員で、スネークイーター作戦の際にビッグ・ボスの技術サポートを務めた。1965年にFOXからARPAへと転向し、ARPAnetの立ち上げに大きく貢献した。今作ではスネークに事態の詳細を伝え、敵兵の説得と部隊の結成を提案する。
パラメディックと同じく、特定の条件を満たせば自らサンヒエロニモ半島に赴き、プレイヤーキャラとして使用可能。やはり無線で話も聞ける。サンヒエロニモ半島事件当時ARPAでは兵士が五日間にわたり食事を取らずに戦闘を続けられるようにする、メタボリック・ドミナンスという極秘プロジェクトが進められていた。また、CIAにおいてUMA探求クラブ副会長を務める。会長はゼロ少佐。
CIA長官声 - 佐藤正治
前作のエンディングでスネークに握手を拒否されたCIAの長官。スタッフロール後にオセロットと連絡を取っていたが本作での反応を見るに、直接顔を合わせたことはなかった模様である。
ラングレー（CIA本部）が核攻撃の標的にされていると悟り、賢者のリストを持ち出して核シェルターに避難しようとしたところを待ち伏せしていたオセロットに殺害され、賢者の遺産を奪われる。同じくオセロットの根回しにより、CIA長官の死亡はメタルギア強奪事件の責任を感じての引責自殺と処理された。この後、CIA上層部にて大幅な人事入れ替えが起きた。
ザ・ボス
本作では会話の中でのみ登場。スネークの師であり、戦闘技術(CQC)を教えた。作中ではジーンによって、なぜザ・ボスが国を裏切ったのか、スネークイーター作戦の真実を明かされることになる。

### ソ連
ジョナサン声 - 藤本たかひろ
元ソ連兵。ジーンに賛同して蜂起をするがスネークとキャンベルの説得により仲間になる。どのエリアでどの敵兵を捕まえても最初の一人目は必ずジョナサンになる。
過酷な環境の中にあっても祖国の為と信じて基地を守っていたが、ソ連の方針転換によってサンヒエロニモ半島が放棄されたことで祖国に見捨てられたと考え、ジーンの思想に自らの意思で賛同していた。しかしスネークの言葉によってジーンが本気で核攻撃を目論んでいると知り、ソ連兵ではなく一人の軍人としてスネークに協力する。最初の仲間として積極的に行動し、スネークとも信頼関係を築いていた。諜報班を立案したのも彼である。しかし最後はジーンの演説により暴走したソ連兵の流れ弾からスネークを庇い死亡する。
説得の際に、スネークに優秀な兵士だと褒められただけあって、全体的にスキルが高めである（スネークとほぼ同じ威力のCQCを使える）ことと、コードネームではなく固有の名前を持つ点以外の特性は声も含めて他のソ連兵と同じ。エンディングに名前は登場しない。
スコウロンスキー大佐声 - 稲田徹
サンヒエロニモ半島の本来の司令官。逃走中の身で、第二次世界大戦中は戦闘機のパイロットだったらしく、（彼のいた輸送船内にも彼のコレクションとしてラボーチキンLa-5が保管されている）ジーン率いるFOX部隊の反乱により兵士の統率を完全に失ったことにより、狂人となる。RAXAにいつの間にか搭乗していたが、ウルスラのESPでコクピットから落とされた。作中での生死は不明だったが、METAL GEAR SOLID 4 DATABASEによれば、死亡したことになっている。
エヴゲニー・ボリソヴィッチ・ヴォルギン
本作では会話の中でのみ登場。GRUの大佐。前作でソコロフ設計局にアメリカ製の核ミサイルを撃つという凶行をした。作中ではジーンによって、なぜあの凶行をしたのか、スネークイーター作戦の真実を明かされることになる。

### その他
EVA声 - 渡辺美佐
元中国諜報機関のスパイ。EVAとは偽名であり、本名不明（本物のEVAは男性）。前作で偽の遺産データを持ち帰ったためクビになり、現在はフリーの傭兵パイロットをしている。シリーズの歴史上ではハノイでスネークと再会するとされているが、今作では特定の条件を満たすことで仲間になり、プレイヤーキャラとして使用可能。その場合、騙し合った過去は水に流してパイロットとして雇うことになるが、サンヒロニモ半島に向かう途中で撃墜され、拘束・収容されていたところを救出されてスネークとの再会を果たす。
オセロット声 - 山崎たくみ
CIA及びアメリカの賢者達のスパイ。ゼロ少佐と思われる人物が用意したメタルギアの軌道計算データをジーンに見せ、計画の為に彼を利用した。CIA本部が核攻撃の標的になっていることを知り、賢者達のリストを持ち出して核シェルターに避難しようとしたCIA長官を待ち伏せして殺害し、賢者達のリストを入手。作中の歴史では1970年内にアメリカが遺産の残りを回収し終えた事から、そこから遺産を入手していったと思われる。特定の条件を満たすことでプレイヤーキャラとして使用可能だが、サンヒエロニモ半島には訪れていないため直接合流はせず、条件を満たして連絡を取ることによって次周から使用可能になる。
ニコライ・ステパノヴィッチ・ソコロフ声 - 龍田直樹
シャゴホッドを設計した科学者。ヴォルギン大佐の拷問で殺されたと思われていたが、命からがら生還した様である。ジーンに強制収容所から助け出され、僅かな時間ながら妻子との再会も叶ったことから彼に恩義を感じ、グラーニンが発案したメタルギアを作っていたが、計画の真意を知りスネークに対し「ゴースト」と名乗って接触。無線でサポートする（ゴースト時のソコロフは様々な博士の話をしてくる。映画オタクも垣間見える）。メタルギアRAXAが破壊されると正体を明かすが、直後のジーンの演説によって起きた惨劇の中で行方不明になる。その後、特定の条件を満たすと合流して仲間になり、プレイヤーキャラとして使用可能になるが、仲間になる条件と手順が他のキャラクターより多い。仲間にしたか否かに関わらず、最終局面ではスネークの弾道メタルギア破壊をサポートした。
イワン・ライデノヴィッチ・ライコフ声 - 堀内賢雄
元GRU少佐。ヴォルギン大佐死後の権力競争に敗北し、サンヒエロニモ半島に左遷されたが、そこでも相変わらず奇行が目立ったため、反乱軍に拘束されてしまう。接触することで仲間になり、プレイヤーキャラとして使用可能。
テリコ・フリードマン声 - 永島由子
『メタルギアアシッド』に登場。『MGA』のデータを連動させることにより使用可能になる。また特定の条件を満たすことで本編に登場。諜報ユニット曰く「奇天烈な格好」。捕獲する事でプレイヤーキャラとして使用可能になる。スネークを知っているような素振りを見せるが、彼女が言っているのは『MGA』の世界におけるソリッド・スネークの事であり、それと掛けて原作での交戦時の台詞を言う。
ヴィナス声 - 小松里歌
『メタルギアアシッド2』に登場。『MGA2』のデータを連動させることにより使用可能になる。また特定の条件を満たすことで本編に登場。諜報ユニット曰く「金星人としか思えない女」。捕獲する事でプレイヤーキャラとして使用可能になる。仲間にすると原作の最終ミッション時の台詞を言う。かなり冷酷で殺すことに罪の意識がない。

## 使用された歌曲
「Calling To The Night」
作詞：戸田信子、作曲：本田晃弘、編曲：日比野則彦/本田晃弘、唄：ナターシャ・ファロー
『大乱闘スマッシュブラザーズX』にも原曲で使用されている。

## 評価
集計ではGameRankingsは43件のレビューで平均86.95% 、 Metacriticは54件のレビューの87/100でどちらも高評価を記録した。 IGN、GameSpot、Eurogamer、GameZoneなど、複数のレビュアーが10点満点中9点の評価を与えた。ファミ通では「ファミ通ゲームアワード2006・ポータブル賞」を受賞している。